# Karl Burckhardt-Iselin

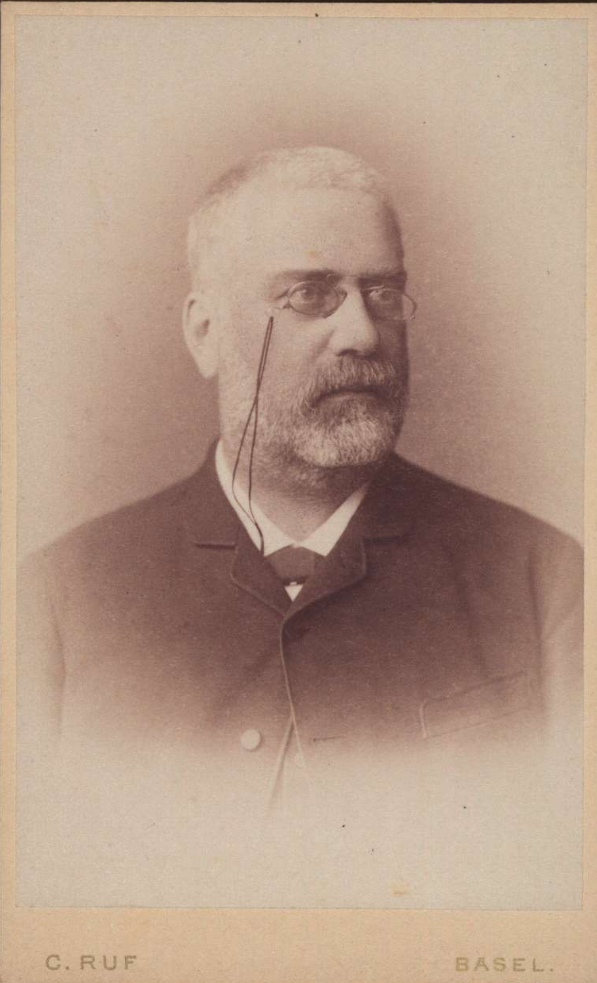
Karl Burckhardt-Iselin

Karl Burckhardt-Iselin (auch Carl; * 2. Juli 1830 in Basel; † 24. August 1893 ebenda; heimatberechtigt ebenda) war ein Schweizer Politiker.

## Biografie
Karl Burckhardt studierte Rechtswissenschaften an den Universitäten Basel, Göttingen, Berlin, Greifswald, Heidelberg und Paris. Er gehörte in Göttingen dem Corps Bremensia an. Nach Beendigung seiner Studien mit der Promotion zum Dr. iur. wurde er 1859 Staatskanzlist und Ratsschreiber in Basel, 1868 Untersuchungsrichter, 1871  Kriminal- und Polizeirichter, 1872 Gerichtspräsident.
Von 1861 bis 1873 gehörte Burckhardt dem Grossen Rat des Kantons Basel-Stadt an. 1873 wurde er (letzter) Bürgermeister von Basel. 1875 war er Verfassungsrat, nach der Totalrevision der Kantonsverfassung. Der Grosse Rat wählte ihn am gleichen Tag in den Regierungsrat wie den gleichnamigen Karl Burckhardt (-Burckhardt) (1831–1901). Er stand von 1875 bis 1893 dem Polizeidepartement vor. Parallel dazu gehörte er von 1875 bis September 1889 auch dem Nationalrat an, den er 1879/80 präsidierte. Von 1880 bis Mai 1891 war er zugleich Ersatzmann am Bundesgericht. Burckhardt vertrat den linken Freisinn. «Als wohlwollender, wenn auch etwas sarkastischer Frondeur und Mann von Humor war er auch auf konservativer Seite nicht unbeliebt, wiewohl ihn die Staatsgeschäfte nicht allzu schwer drückten.»

## Einzelnachweise

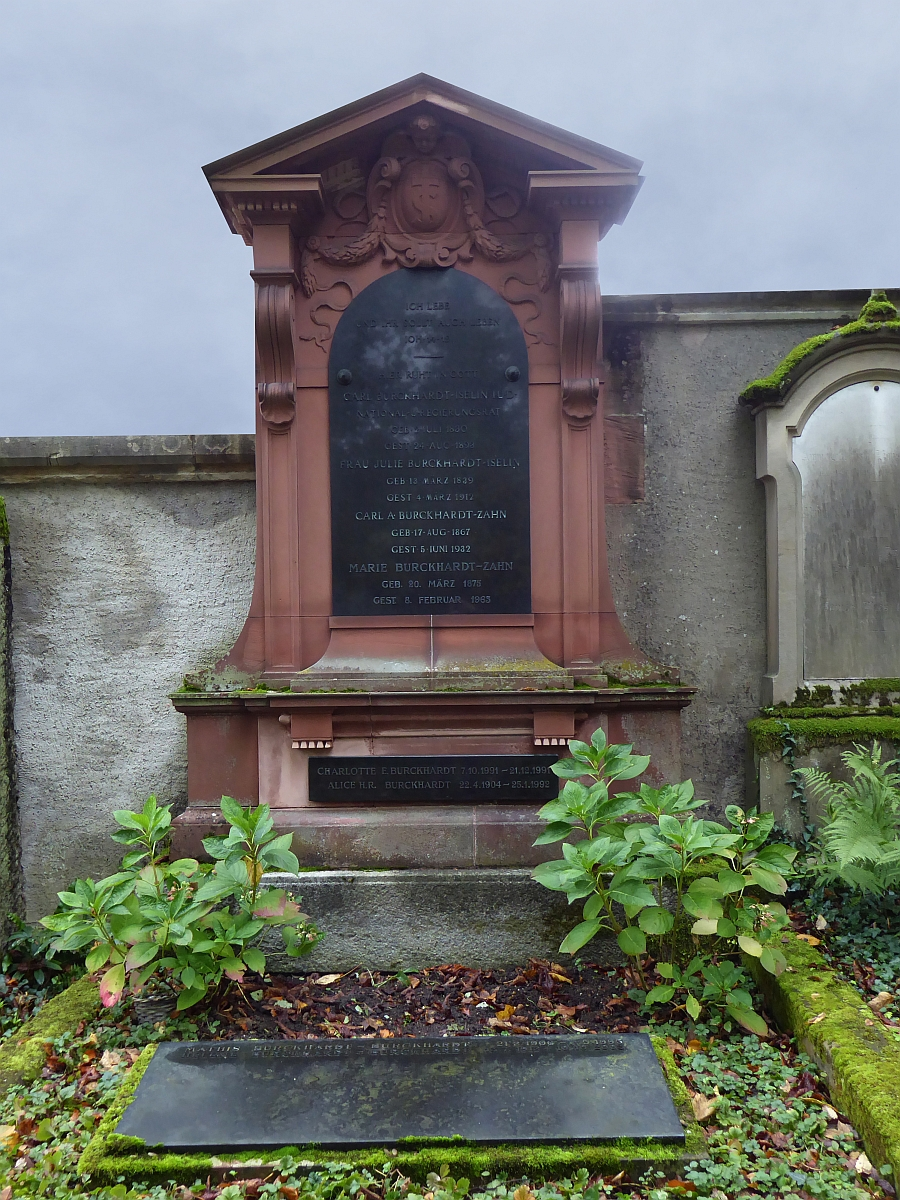
Familiengrab auf dem Friedhof Wolfgottesacker, Basel
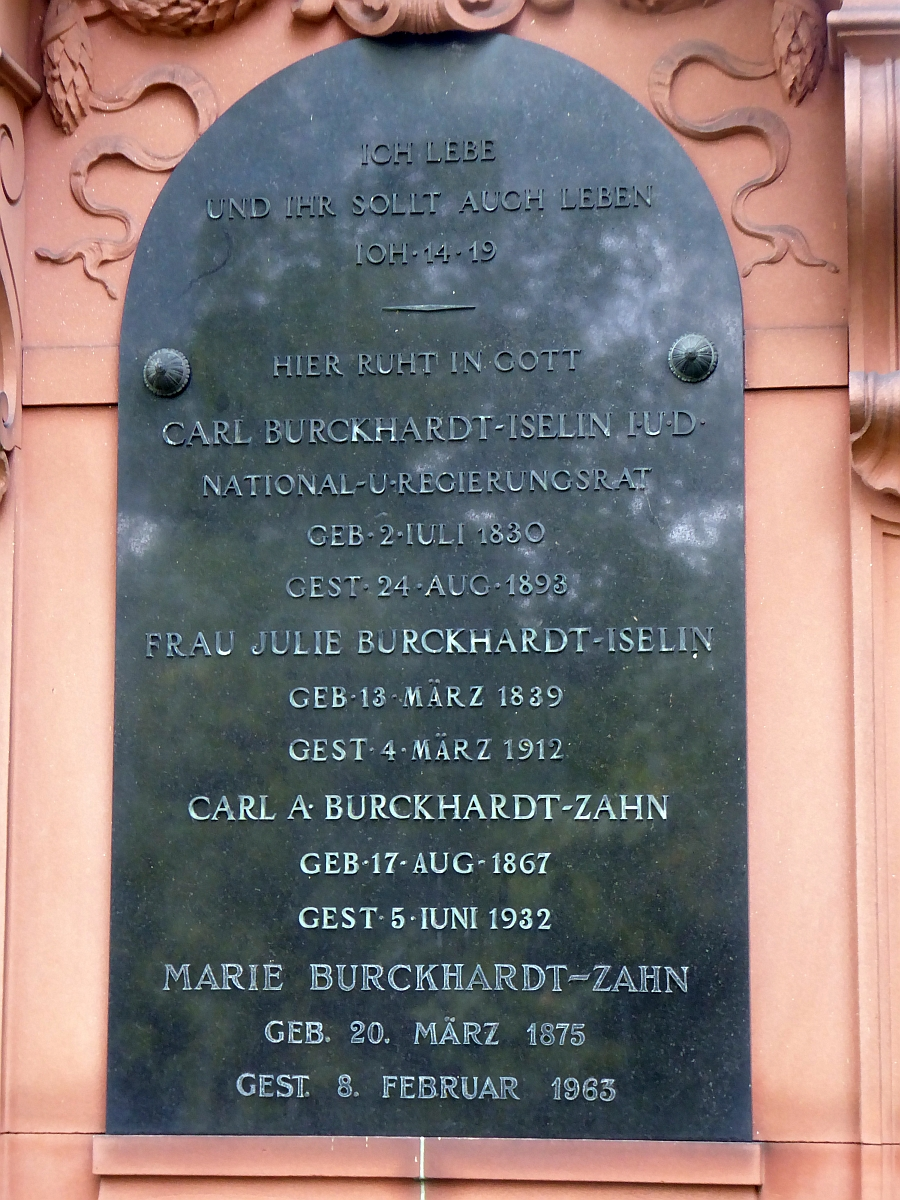
Grab auf dem Friedhof Wolfgottesacker, Basel